# Opuntia discolor
Opuntia discolor ist eine Pflanzenart in der Gattung der Opuntien (Opuntia) aus der Familie der Kakteengewächse (Cactaceae). Das Artepitheton discolor stammt aus dem Lateinischen, bedeutet ‚verschiedenfarbig‘ und verweist auf die farbige Musterung unterhalb jeder Areole der Art.

## Beschreibung
Opuntia discolor wächst niedrig strauchig mit zahlreichen ausgespreizten Zweigen und bildet dichte Gruppen. Die dunkelgrünen, kahlen, linealischen bis lanzettlichen, häufig fast drehrunden Triebabschnitte besitzen häufig purpurfarbene Flecken. Sie sind 4 bis 12 Zentimeter lang und 1,5 bis 2,5 Zentimeter breit. Die Areolen sind dunkelbraun, die spät erscheinenden, dann auffälligen Glochiden sind braun. Die ein bis sechs nadeligen, fast abstehenden, gemusterten Dornen sind bräunlich und bis zu 3 Zentimeter lang.
Die hellgelben bis orangegelben Blüten weisen eine Länge von bis zu 3 Zentimeter auf und erreichen ebensolche Durchmesser. Die kleinen Früchte sind rot.

## Verbreitung und Systematik
Opuntia discolor ist in Bolivien in den Departamentos  Cochabamba, Chuquisaca, Santa Cruz und Tarija sowie in Argentinien in der Provinz Santiago del Estero in Höhenlagen von 300 bis 1800 Metern verbreitet.
Die Erstbeschreibung erfolgte 1919 durch Nathaniel Lord Britton und Joseph Nelson Rose.

## Nachweise